# Collège Áron-Márton
Le Collège Áron Márton (en hongrois : Márton Áron Szakkollégium) est un collège d'études supérieures destiné à permettre aux étudiants de langue hongroise, établis dans les pays frontaliers de poursuivre leurs études en master et doctorat en Hongrie. L'établissement est placé sous la tutelle de l'Institut Balassi. Son siège est à Budapest mais il possède des antennes à Debrecen, Pécs et Szeged.
Il tient son nom d'Áron Márton, évêque catholique de Transylvanie.